# Julià el Mag
Julià el Mag (grec antic: Ἰουλιανός, llatí: Julianus Theurgus) va ser un teürg que va viure en temps de l'emperador Marc Aureli, al segle ii. Era anomenat Julià el Caldeu no pels seus orígens orientals sinó pel seu coneixement en «ciències caldees»: màgia, astrologia, endevinació... Va ser també un destacat filòsof platònic.
Suides esmenta algunes de les seves obres: Δεουργικά ('teúrgica'), un llibre consagrat a la teúrgia i un altre dedicada a l'animació d'estàtues intitulat Τελεστικά ('telestika'). També tenia un manual en quatre llibres sobre els dèmons, on explicava els amulets necessaris per cada part del cos. Se'n conserven fragments sobre temes astrològics. Procle li atribueix l'autoria d'un llibre sobre oracles caldeus, que és una col·lecció d'oracles en hexàmetres que contenia idees platòniques i neopitagòriques. Porfiri, Jàmblic, Sirià d'Alexandria i també Procle, tots filòsofs neoplatònics, el van tenir en compte en els seus escrits. El contingut del llibre dels Oracles, a part de les idees filosòfiques, era molt variat. Incorporava supersticions orientals, màgia i teúrgia, metafísica i astrologia. Es conserven també alguns fragments d'aquesta obra, citats, a part de pels filòsof anomenats, per Miquel Psel·los i Damasci. Gai Papiri va escriure un llibre sobre Julià que s'ha perdut.
Hi ha autors que el fan protagonista de la «pluja miraculosa» que altres atribueixen a Harnufis: l'exèrcit de Marc Aureli s'hauria salvat de la destrucció per manca d'aigua gràcies a les seves habilitats, amb què va aconseguir fer ploure. Hèrmies Sozomen recorda un «miracle natural» de Julià el Mag, que va fer rebentar una pedra només amb la força de la seva paraula. Hi ha referències de diversos autors on se li atribueix poder per ressuscitar els morts i atraure a les serps amb fórmules sagrades. Angelo Mai pensa que aquest personatge va ser el mateix que un astròleg conegut com a Julià de Laodicea.